# JFET
El  JFET (Junction Field-Effect Transistor, en español transistor de efecto de campo de juntura o unión) es un tipo de dispositivo electrónico de tres terminales que puede ser usado como interruptor electrónicamente controlado, amplificador o resistencia controlada por voltaje. Posee tres terminales, comúnmente llamados drenaje (D), puerta o compuerta (G) y fuente (S)..
A diferencia del transistor de unión bipolar el JFET, al ser un dispositivo controlado por un voltaje de entrada, no necesita de corriente de polarización. La carga eléctrica fluye a través de un canal semiconductor (de tipo N o P) que se halla entre el drenaje y la fuente. Aplicando una tensión eléctrica inversa al terminal de puerta, el canal se "estrecha" de modo que ofrece resistencia al paso de la corriente eléctrica. Un JFET conduce entre los terminales D y S cuando la tensión entre los terminales G y S (VGS) es igual a cero (región de saturación), pero cuando esta tensión aumenta en módulo y con la polaridad adecuada, la resistencia entre los terminales D y S crece, entrando así en la región óhmica, hasta determinado límite cuando deja de conducir y entra en corte. La gráfica de la tensión entre los terminales D y S (VDS) en el eje horizontal contra la corriente del terminal D (ID o corriente de drenaje) es una curva característica y propia de cada JFET.
Un JFET tiene una gran impedancia de entrada (que se halla frecuentemente en el orden de 1010 Ω), lo cual significa que tiene un efecto despreciable respecto a los componentes o circuitos externos conectados a su terminal de puerta.

## Historia
El físico austro-húngaro Julius Edgar Lilienfeld solicitó en Canadá en el año 1925 y en los Estados Unidos en los años 1926 y 1928 patentes para un dispositivo que se considera el antecesor de los actuales transistores de efecto campo, pero no lo construyó. 
En 1947, los físicos estadounidenses William Shockley, Walter Houser Brattain y John Bardeen fracasaron en sus intentos de construir un transistor de efecto de campo, pero cuando analizaban las fallas que su diseño presentaba, descubrieron el transistor de contacto de punto por el cual los dos últimos solicitaron una patente el 17 de junio de 1948
En 1951, Wiliam Shockley solicitó la primera patente de un transistor de efecto de campo, tal como se declaró en ese documento, en el que se mencionó la estructura que posee en la actualidad. Al año siguiente, George Clement Dacey e Ian Ross, de los Laboratorios Bell, tuvieron éxito al fabricar este dispositivo, cuya nueva patente fue solicitada el 31 de octubre de 1952.

## Ecuaciones del transistor J-FET

Curva característica de transferencia universal, a la izquierda y curva característica de drenaje de un transistor JFET Canal N. Las correspondientes a un JFET Canal P son el reflejo horizontal de estas.

### Ecuación de entrada
Mediante la gráfica de entrada del transistor también llamada Curva  característica de transferencia universal, a la izquierda de la figura adjunta, se pueden deducir las expresiones analíticas que permiten analizar matemáticamente el funcionamiento de este. Así, existen diferentes expresiones para las distintas zonas de funcionamiento.
En la región activa del JFET, siempre que la tensión entre puerta y fuente VGS sea menor que el módulo de la tensión de estrangulamiento o estricción, en la cual el JFET cae en la zona de saturación, Vp también llamada VGS(off) , la curva de valores límite de ID viene dada por la expresión: 
Los puntos incluidos en esta curva representan la corriente ID y la tensión VGS en la zona de saturación, mientras que los puntos del área bajo la curva representan la zona óhmica. Si |VGS| > |Vp| (zona de corte) la corriente de drenaje es cero (ID=0).

### Ecuación de salida
En la gráfica de salida también llamada curva característica de drenaje, a la derecha de la figura, se pueden observar con más detalle los dos estados en los que el JFET permite el paso de corriente. En un primer momento, la corriente de drenaje aumenta progresivamente según lo hace la tensión de salida drenaje-fuente (VDS). Esta curva viene dada por la expresión:{\displaystyle I_{D}=k{\bigg [}2V_{DS}(V_{GS}-V_{p})-{V_{DS}}^{2}{\bigg ]}}
en la cual "k" es: 
{\displaystyle k={\frac {I_{DSS}}{V_{p}^{2}}}}
Puede suponerse que {\displaystyle I_{D}={\frac {V_{DS}}{R_{on}}}}, siendo: {\displaystyle R_{on}={\frac {1}{{\frac {k}{2}}(V_{GS}-V_{p})}}}
Por tanto, en esta zona y a efectos de análisis, el transistor puede ser sustituido por una resistencia de valor Ron, con lo que se observa una relación entre la ID y la VDS definida por la Ley de Ohm. Esto hace que a esta zona de funcionamiento se le llame zona óhmica. A partir de una determinada tensión VDS la corriente ID deja de aumentar, quedándose fija en un valor al que se denomina ID de saturación o IDSAT. El valor de VDS a partir del cual se entra en esta nueva zona de funcionamiento viene dado por la expresión:{\displaystyle V_{DS}=V_{GS}-V_{p}}
La corriente de saturación IDSAT, característica de cada JFET, puede calcularse reescribiendo la ecuación de entrada y, usando para "k" la expresión ya mencionada, queda:
{\displaystyle I_{D}={\frac {k}{2}}(V_{GS}-V_{p})^{2}}